# Paul Kormashov

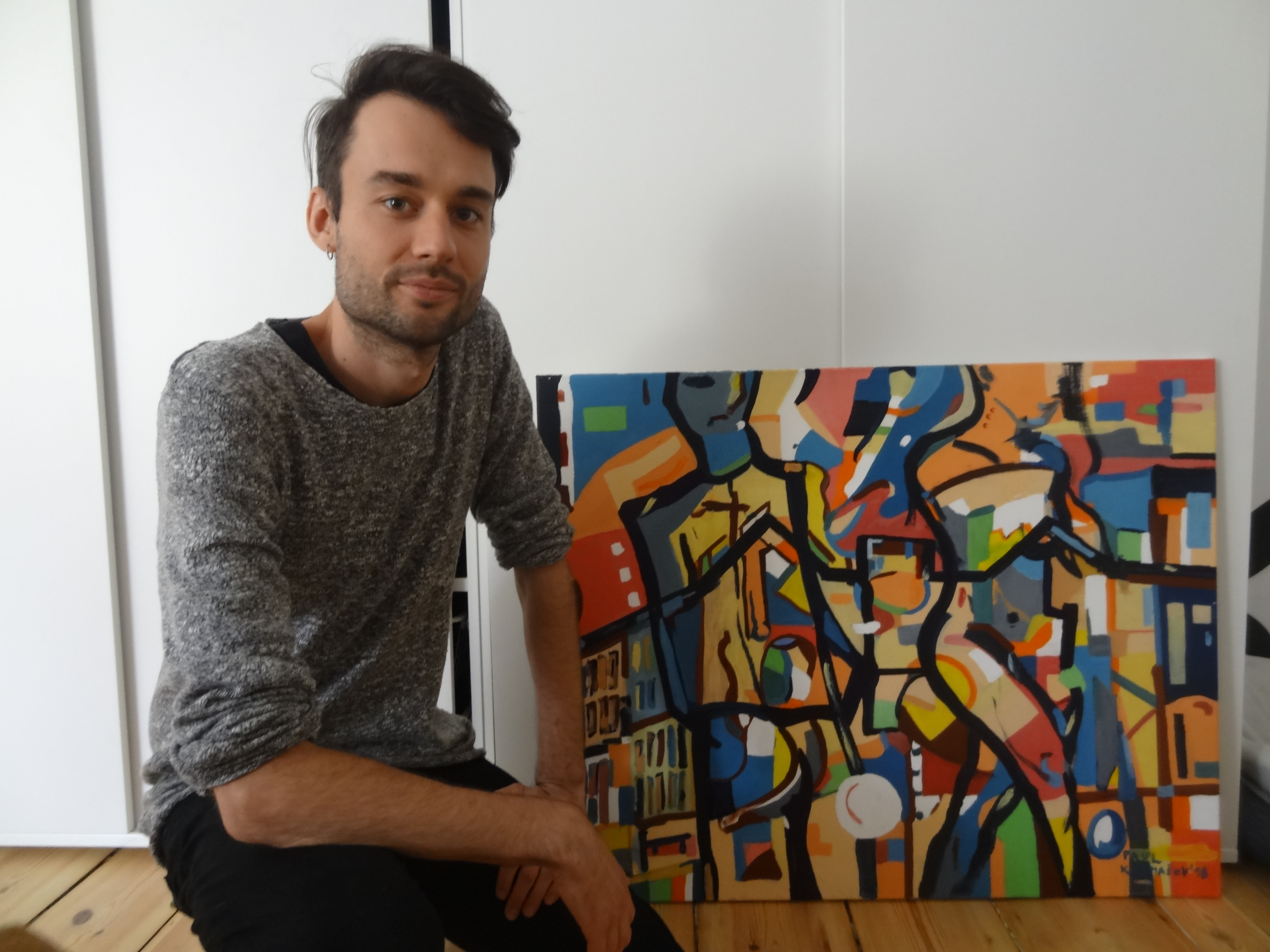
Paul Kormashov (2019) mit seinem Gemälde „Spaziergang durch Berlin“

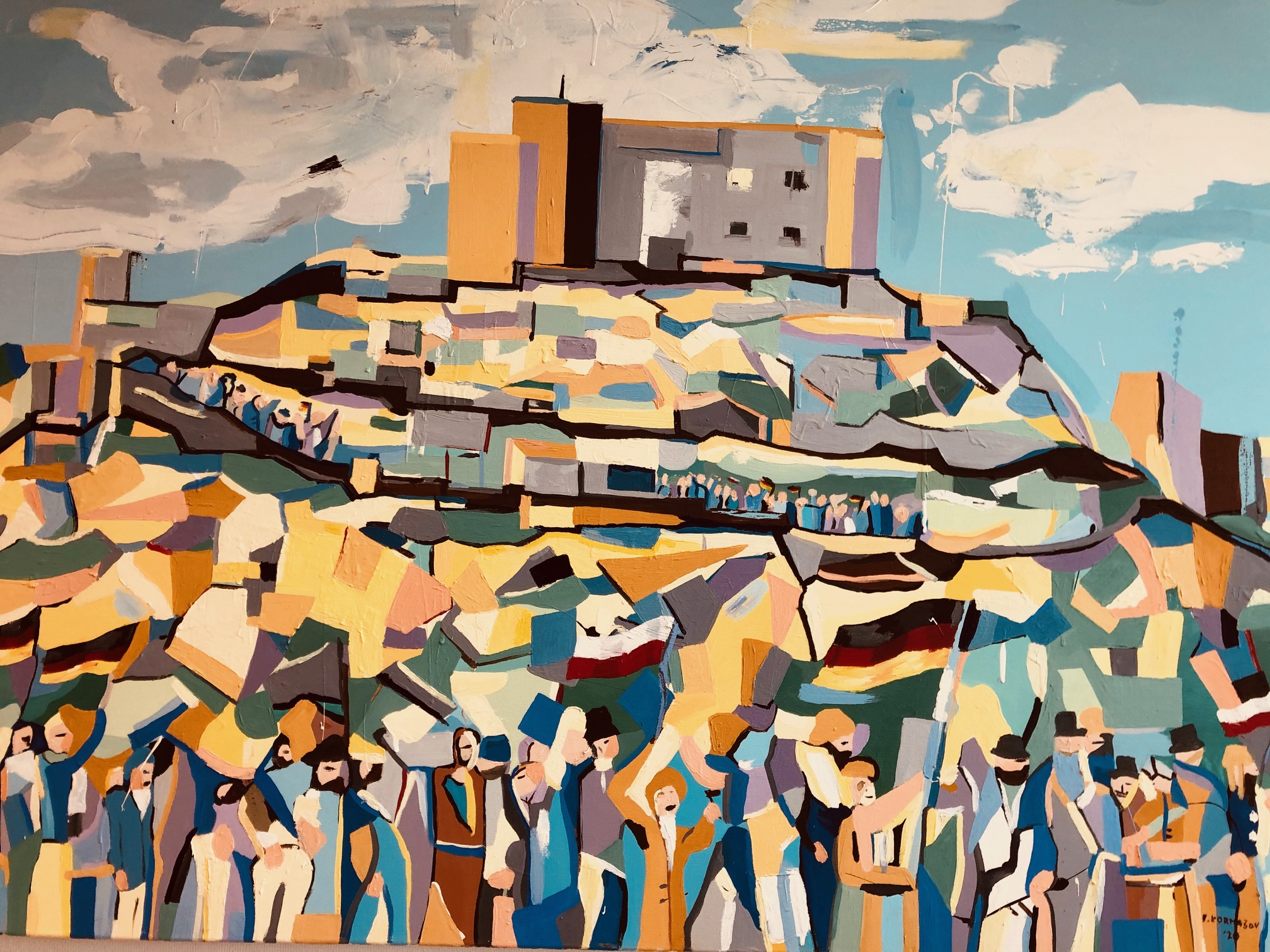
Gemälde „Hambacher Fest“ (2020, Deutsche Botschaft Abu Dhabi)

Paul Kormashov (auch Paul Kormašov; * 29. April 1989 in Tallinn) ist ein in Berlin lebender estnischer Maler.

## Leben und Kunst
Paul Kormashov stammt aus einer alten Tallinner Künstlerfamilie. Sein Vater, Andrei Kormašov (* 1957), ist estnischer Graphiker.  Pauls Großvater Nikolai Kormašov (1929–2012) war Maler, seine Großmutter Luule Kormašova (geborene Aasnõmm, * 1935) ist eine renommierte Keramikkünstlerin. Auch sein Onkel, Orest Kormašov (* 1965), und seine Tante, Jaana Kormašov (* 1966), sind bekannte Tallinner Künstler.
Von 2005 bis 2008 besuchte Paul Kormashov die Kunstklasse am renommierten Vanalinna Hariduskolleegium in der Tallinner Altstadt. Von 2008 bis 2013 studierte er Malerei an der Kunsthochschule im südestnischen Tartu (heute Kõrgem Kunstikool Pallas). 2012 hatte er seine erste Einzelausstellung in Tartu. Es folgten weitere Ausstellungen in Võru (2015) und in Berlin (2016). Daneben nahm er an zahlreichen Gruppenausstellungen teil.
2015 zog Paul Kormashov nach Berlin. Heute lebt er im Wedding, wo sich sein Atelier befindet.
Paul Kormashovs malt derzeit meist abstrakten Werke, die vom Kubismus beeinflusst sind. Sie verarbeiten in kräftigen Farben die Eindrücke der Großstadt mit ihrer chaotischen Energie und Lebendigkeit.